# Coel Hen
Coel Hen (Coel le Vieux ou l'Ancien), mort vers 420 est un roi semi-légendaire de l'île de Bretagne, avant l'invasion saxonne. 

## L'histoire
Coel Hen qui selon la tradition avait épousé une fille de Gadeon ab Eudaf Hen serait selon le « Bonedd Gwŷr y Gogledd »  l'ancêtre de nombreux rois du nord de l'île de Bretagne par ses deux fils : Ceneu mab Coel et Garbanion ap Coel. Selon la légende sa fille Gwawl dont le nom signifie le Mur aurait été l'épouse de Cunedda. 
Ses descendants les plus célèbres issus de son arrière petit-fils Arthwys mab Mar sont : Owain mab Urien, Gwrgi et Peredur mab Eliffer, Morcant Bulc, Gwallog ap Llaennog d'Elmet et Dunod Fawr c'est-à-dire le Puissant roi dans les Pennines. 
Ces détails suggèrent que Coel devait être à la fois un prince celtique des Votadini et le dernier Dux Britanniarum commandant la « VIe Légion Victrix » établie à York et les troupes romaines qui gardaient le mur d'Hadrien au début du Ve siècle entre le Yorkshire et la Clyde.

## Coel duc de Colchester
Curieusement, son nom semble également se retrouver dans le nom de la ville de Colchester dans le comté d'Essex en Angleterre. La légende qui fait de Coel son fondateur, semble pré-normande toutefois on estime désormais que le nom de la ville est lié à la rivière Colne soit en anglo-saxon « Colne-ceaster ». Cependant l'existence de Coel est liée de manière inextricable à la légende d'Hélène la mère de l'empereur Constantin Ier. La théorie faisant Hélèna la fille de Coel de Colchester apparaît pour la première fois dans l'« Historia Anglorum » de Henri de Huntingdon (mort en 1155). Il indique que la mère de Constantin Ier, était la file de Coel, roi de Colchester. Henri de Huntingdon ne devait pas avoir connaissance des travaux de Geoffroy de Monmouth qui ne sont connus qu'a partir de 1136
Le nom Camulodunum (forteresse de Camulos) étant le nom romain de Colchester, il faut signaler que, selon Ptolémée, il y avait aussi une Camulodunum chez les Brigantes. Professor Field de Bangor a désigné une forteresse à Slack (dans la Colne Valley), comme la location probable de cette forteresse oubliée.

## Geoffroy de Monmouth
Selon Geoffroy de Monmouth, Coel, duc de Kaercolum c'est-à-dire Colchester, s'insurge contre le roi de Bretagne insulaire Asclépiodote . Il lui livre bataille, le tue et s'empare de la couronne. 
Rome, craignant de subir un préjudice avec ce changement de souverain, envoie le sénateur Constantius en mission. Coel accepte de payer le tribut, donne des otages au sénateur Constantius, mais meurt brusquement après une grave maladie de huit jours. Le sénateur « Constantius » épouse sa fille Hélène et devient ainsi « roi de Bretagne » .

## Le folklore

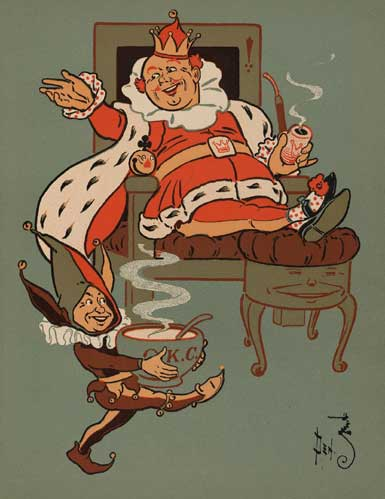
Old King Cole, par William Wallace Denslow.

Coel Hen est connu dans le folklore anglais sous le nom de « Old King Cole » à propos de qui on chante la comptine suivante :
Old King Cole was a merry old soul

And a merry old soul was he ;

He called for his pipe, and he called for his bowl

And he called for his fiddlers three.
Every fiddler he had a fiddle,

And a very fine fiddle had he ;

Oh there's none so rare, as can compare

With King Cole and his fiddlers three.

## Sources
- (en) Peter Bartrum, A Welsh classical dictionary: people in history and legend up to about A.D. 1000, Aberystwyth, National Library of Wales, 1993 (ISBN 9780907158738), p. 153-154  COEL HEN or COEL GODEBOG. (360).
- (en) Tim Clarkson, The Men of the North. The Britons of southern Scotland, Edinburgh, John Donald, 2010, 230 p. (ISBN 9781906566180), p. 20,34,41,83,97-8,103.